# Dvärgborrar
Dvärgborrar (Crypturgus) är ett till familjen barkborrar hörande skalbaggssläkte med små, endast 1 till 1,5 millimeter långa arter.
Arterna lever under barken av barrträd och är vanliga på fällt virke, men förekommer även på sjuka träd. De är mycket vanliga i avverkningsstubbar av gran (Picea abies). De gör antingen egna gångar eller lever i andra barkborrars gångsystem. I Sverige finns fyra arter: Crypturgus pusillus, Crypturgus cinereus, Crypturgus subcribrosus och Crypturgus hispidulus. I jämförelse med andra barkborrar är dvärgborrarna av underordnad betydelse som skadedjur.